# TV Biznes
TV Biznes est une chaîne d'information en continu polonaise disparue sur la thématique des questions économiques et commerciales. 
C'est la première chaîne de télévision en langue polonaise consacrée aux questions économiques. Elle commence à émettre le 1er septembre 2004, puis, à la suite des décisions stratégiques du propriétaire, elle est transformée le 18 février 2013 en Polsat Biznes, puis successivement en Polsat News+.

## Histoire
TV Biznes diffuse des programmes d'information et d'actualités, des cotations boursières, à partir de septembre 2004. La station est fondée et détenue par le professeur Piotr Chomczynski et Piotr Barełkowski jusqu'en février 2007. TV Biznes diffuse des programmes d'information depuis un studio situé à la Foire Internationale de Poznań (pl) et la plupart des interviews d'invités ont lieu dans un studio situé à la bourse de Varsovie.
Depuis le 8 février 2007, TV Biznes appartient au groupe Polsat (pl). La chaîne est subventionnée et modernisée. Le 1er octobre 2010, les rédactions de TV Biznes à Poznań et Varsovie sont fusionnées et le siège est transféré à Varsovie. La chaîne modifie également son format de diffusion de 4:3 à 16:9. La production de services d'information est abandonnée et tous les programmes continuent d'être réalisés dans le studio de la bourse de Varsovie.
Depuis le 7 juin 2008, TV Biznes collabore avec l'équipe éditoriale commerciale de Polsat News, à laquelle se sont joints plusieurs journalistes reconnus de TV Biznes.
Depuis le 19 juillet 2010, le programme d'information Biznes Informacje est diffusé en parallèle avec Polsat News.
En décembre 2011, des changements ont lieu dans la direction de TV Biznes. Jacek Łakomy, Ryszard Gromadzki et Sławomir Brzeziński quittent la chaîne. Le poste de responsable de la rédaction est également supprimé. Il s'agit d'une collaboration plus étroite entre TV Biznes et Polsat News.
Enfin, le 11 juin 2012, la rédaction de TV Biznes déménage dans un nouveau studio au siège de Telewizja Polsat, rue Ostrobramska. Il s'agit de la dernière étape du déménagement de la rédaction de Poznań à Varsovie.
La chaîne concurrente de TV Biznes était TVN CNBC, qui existait depuis septembre 2007. Le 18 février 2013 à 1 h, TV Biznes cesse d'émettre et à 5 h 55 (le même jour), la chaîne est remplacée par Polsat Biznes.